# کریستینا بونتاش
کریستینا بونتاش (به انگلیسی: Cristina Bontaș) ژیمناست زادهٔ ۵ دسامبر ۱۹۷۳ میلادی اهل کشور رومانی است.